# 竦塘村
竦塘村是中华人民共和国安徽省黄山市徽州区西溪南镇下辖的一个村级行政单位。。位于西溪南镇西南部，距离高铁黄山北站直线距离1公里，面积约16平方公里，辖12个自然村，32个村民小组，共3921人。
竦塘村为第四批中国传统村落。